# Reynolds Shultz
Reynolds Shultz (* 4. August 1921 im Jefferson County, Kansas; † 24. Januar 2000 in Oskaloosa, Kansas) war ein US-amerikanischer Politiker. Zwischen 1971 und 1973 war er Vizegouverneur des Bundesstaates Kansas.

## Werdegang
Über die Jugend und Schulausbildung von Reynolds Shultz ist nichts überliefert. In den Jahren 1942 bis 1945 diente er während des Zweiten Weltkrieges im United States Marine Corps im pazifischen Raum. Unter anderem erhielt er das Purple Heart. Politisch wurde er Mitglied der Republikanischen Partei. In den Jahren 1964 und 1968 wurde er in den Senat von Kansas gewählt. Dort war er Mitglied und Vorsitzender verschiedener Ausschüsse. 1967 wurde er auch Mitglied im Regierungsrat (Legislative Council). Im Jefferson County gehörte er bis zu seinem Tod mehreren Organisationen und Vereinigungen an.
1970 wurde Shultz an der Seite von Robert Docking zum Vizegouverneur von Kansas gewählt. Dieses Amt bekleidete er zwischen dem 11. Januar 1971 und dem 8. Januar 1973. Dabei war er Stellvertreter des Gouverneurs. Gleichzeitig war er Mitglied mehrerer politischer Ausschüsse und Aufsichtsräte. Im Jahr 1974 arbeitete er für die Farmers Home Administration (FHA). Danach arbeitete im Wahlkampfteam von Bob Dole mit. Später wurde er Direktor der FHA. Diesen Posten bekleidete er bis 1991. Er starb am 24. Januar 2000 in Oskaloosa.